# Савёловская эстакада
Савёловская эстака́да — мостовое сооружение в Москве на площади Савёловского вокзала, обеспечивающее трёхуровневую транспортную развязку магистралей автомобильного и железнодорожного транспорта.

## История сооружения
Савёловская эстакада была сооружена в 1965—1966 годах. Архитектор сооружений Савёловской эстакады — К. Н. Яковлев, главный инженер В. Н. Константинов.

## Описание
Первый (нижний) ярус трёхуровневой транспортной развязки составляют железнодорожные пути Алексеевской соединительной линии и привокзальная площадь.
Второй (средний) ярус — автомобильные Большой и Малый Савёловские путепроводы, соединяющие Бутырскую и Новослободскую улицы.
Третий (верхний) ярус — участок Третьего транспортного кольца между улицами Нижняя Масловка и Сущёвский Вал.
В комплекс входят также два транспортных тоннеля под Новослободской улицей в местах пересечения её с улицами Бутырский вал и Сущёвский вал.

## Технические параметры
Большой и Малый Савёловские путепроводы сооружены из сборного железобетона, длина их пролётов 64 и 35 м.
Эстакада между улицами Нижняя Масловка и Сущёвский вал сооружена из предварительно напряжённого железобетона, её длина 512 м, ширина 31 м.